# Karboplatin
Karboplatin je učinkovina proti raku, zlasti raku na jajčnikih, pljučnemu raku ter raku glave in vratu. Na trg je prišel v 80. letih in je postal priljubljeno zdravilo v terapiji raka zaradi veliko manjšega izražanja neželenih učinkov v primerjavi s sorodno učinkovino cisplatinom. Spada v skupino alkilirajočih citostatikov (kot tudi na primer oksaliplatin in omenjeni cisplatin).
Karboplatin se je izkazal za učinkovitega v nekaterih primerih, kjer je cisplatin neučinkovit. 

## Zgodovina
Leta 1989 je karboplatin prejel s strani FDA dovoljenje za promet v ZDA (pod lastniškim imenom Paraplatin). Oktobra 2004 je na trg prišlo prvo generično zdravilo.

## Farmakologija

### Kemizem
Karboplatin ima v primerjavi s cisplatinom v strukturi vezavo težje izstopajočo skupino, ciklobutan dikarboksilat, in je zato manj reaktiven. Klorove skupine v cisplatinu lažje izstopajo iz molekule in se zato reaktivneje vežejo na DNK. 

### Mehanizem delovanja
Za pojasnitev mehanizma delovanja karboplatina na DNK obstajata dve hipotezi:
- hipoteza o mehanizmu, podobnem kot pri cisplatinu,
- aktivacijska hipoteza (mehanizem drugačen kot pri cisplatinu).

Prva hipoteza je sprejeta v širših krogih in temelji na podobni kemijski strukturi s cisplatinom, druga hipoteza pa upošteva biološko aktivacijo molekule, ki ji sledi izstop aktivnega platinovega iona.

### Neželeni učinki
Poglavitna prednost karboplatina pred cisplatinom je manjše izražanje neželenih učinkov, delno tudi odstotnost škodljivega učinka na ledvice (nefrotoksičnost). To je delno posledica večje stabilnosti karboplatina v krvnem obtoku, zaradi česar se v manjši meri veže na beljakovine v krvi. Zato se izloča manj beljakovinskih kompleksov s karboplatinom in več karboplatina zaostaja v telesu in daljše je trajanje učinka.
Med manj nevarnima neželenima učinkoma sta slabost in bruhanje. Resnejši neželeni učinek je zaviranje delovanja kostnega mozga, kar lahko povzroči znatno znižanje števila krvnih celic, tudi do 90 %. Vrhunec zaviralnega učinka na kostni mozeg se navadno doseže med 21. in 28. dnem po začetku zdravljenja, nato pa se število krvnih celic običajno sčasoma normalizira. Znižanje števila belih krvničk (levkopenija) lahko povzroči zaplete, kot je večja dovzetnost za okužbe.